# Campeonato Mundial de Voleibol Femenino Sub-21 de 2023
El Campeonato Mundial de Voleibol Femenino Sub-21 de 2023 fue la XXII edición del torneo mundial de selecciones nacionales femeninas categoría sub-21 de la Federación Internacional de Voleibol (FIVB). Se jugó en México, en las ciudades de León y Aguascalientes del 17 al 26 de agosto de 2023.
Se trató de la primera edición del torneo con la nueva edad máxima de 21 años dispuesta por la FIVB. El campeón defensor fue Italia, tras haber vencido a Serbia en el anterior mundial de 2021 en Róterdam, Países Bajos. En esta ocasión la selección italiana nuevamente llegó a la final, donde fue derrotada en tie-break por el seleccionado chino, quien consiguió así su cuarta corona en el certamen.

## País anfitrión y ciudad sede
En junio de 2022 la FIVB abrió el proceso de selección para los cuatro torneos juveniles a disputarse en 2023 (U19 y U21, tanto en masculino como en femenino). Las ofertas debían recibirse a más tardar el 29 de julio de 2022. El 24 de enero la FIVB anunció las sedes de los cuatro torneos, con México confirmado para la edición femenina U21. Fue la quinta vez que México organizó esta versión del torneo, tras las ediciones de 1981, 2009, 2017 y 2019.

## Calificación
Un total de 16 selecciones calificaron para el torneo. Además del anfitrión México, calificado automáticamente, otros 10 equipos calificaron a través de cinco competiciones continentales que según normas de la FIVB debían terminar a más tardar el 31 de diciembre de 2022. Los cinco equipos restantes ingresaron al torneo a través del ranking FIVB para selecciones U21.
Las plazas se distribuyeron de la siguiente forma:
- AVC (Asia y Oceania): 2
- CAVB (África): 2
- CEV (Europa): 2
- CSV (South America): 2
- NORCECA (América del Norte, Centro y el Caribe): 2
- País anfitrión: 1
- Países con mayor ranking FIVB U21 todavía no calificados: 5

| Confederación                                    | Torneo calificatorio                                                               | Equipo(s) calificado(s) | Participaciones | Participaciones | Participaciones | Mejor performance                            |
| Confederación                                    | Torneo calificatorio                                                               | Equipo(s) calificado(s) | Total           | Primera         | Última          | Mejor performance                            |
| ------------------------------------------------ | ---------------------------------------------------------------------------------- | ----------------------- | --------------- | --------------- | --------------- | -------------------------------------------- |
| AVC (Asia y Oceanía)                             | Campeonato asiático femenino sub-21 de 2022 ( Nur-Sultan, 4–11 julio)              | Japón                   | 18              | 1977            | 2019            | Campeón (2019)                               |
| AVC (Asia y Oceanía)                             | Campeonato asiático femenino sub-21 de 2022 ( Nur-Sultan, 4–11 julio)              | China                   | 21              | 1977            | 2019            | Campeón (1995, 2013, 2017)                   |
| AVC (Asia y Oceanía)                             | Ranking Mundial femenino U21 FIVB                                                  | Tailandia               | 7               | 1995            | 2021            | Octavo lugar (2007)                          |
| CAVB (África)                                    | Campeonato africano femenino sub-21 de 2022 ( Túnez, 26 agosto–4 Septiembre)       | Egipto                  | 9               | 2005            | 2021            | Undécimo (2005)                              |
| CAVB (África)                                    | Campeonato africano femenino sub-21 de 2022 ( Túnez, 26 agosto–4 Septiembre)       | Túnez                   | 3               | 1995            | 2011            | Decimotercero (1995)                         |
| CEV (Europa)                                     | Campeonato europeo femenino sub-19 de 2022 ( Skopje, 27 de agosto–4 de septiembre) | Italia                  | 17              | 1985            | 2021            | Campeón (2011, 2021)                         |
| CEV (Europa)                                     | Campeonato europeo femenino sub-19 de 2022 ( Skopje, 27 de agosto–4 de septiembre) | Serbia                  | 10              | 1997            | 2021            | Subcampeón (2005, 2021)                      |
| CEV (Europa)                                     | Ranking Mundial femenino U21 FIVB                                                  | Países Bajos            | 5               | 1995            | 2021            | Cuarto puesto (2003, 2021)                   |
| CEV (Europa)                                     | Ranking Mundial femenino U21 FIVB                                                  | Polonia                 | 12              | 1991            | 2021            | Tercer puesto (2003)                         |
| CEV (Europa)                                     | Ranking Mundial femenino U21 FIVB                                                  | Turquía                 | 11              | 1999            | 2021            | Cuarto puesto (2017, 2019)                   |
| CSV (Sudamérica)                                 | Campeonato Sudamericano Femenino Sub-21 de 2022 ( Cajamarca, 17–21 de agosto)      | Brasil                  | 22 (todas)      | 1977            | 2021            | Campeón (1987, 1989, 2001, 2003, 2005, 2007) |
| CSV (Sudamérica)                                 | Campeonato Sudamericano Femenino Sub-21 de 2022 ( Cajamarca, 17–21 de agosto)      | Argentina               | 13              | 1977            | 2021            | Séptimo (2001)                               |
| NORCECA (América del Norte, Central y el Caribe) | Copa juvenil Panamericana 2022 ( La Paz, 7–12 julio)                               | Estados Unidos          | 12              | 1977            | 2021            | Cuarto puesto (2007, 2011)                   |
| NORCECA (América del Norte, Central y el Caribe) | Copa juvenil Panamericana 2022 ( La Paz, 7–12 julio)                               | Cuba                    | 15              | 1981            | 2019            | Campeón (1985, 1993)                         |
| NORCECA (América del Norte, Central y el Caribe) | País anfitrión                                                                     | México                  | 12              | 1977            | 2019            | Cuarto puesto (1981)                         |
| NORCECA (América del Norte, Central y el Caribe) | Ranking Mundial femenino U21 FIVB                                                  | República Dominicana    | 13              | 1995            | 2021            | Campeón (2015)                               |

## Modo de disputa
Los 16 equipos fueron distribuidos en cuatro grupos de cuatro selecciones cada uno donde se enfrentaron mediante un sistema de todos contra todos. Los dos primeros de cada grupo pasaron a la segunda fase del torneo y fueron ubicados en dos nuevos grupos. Los dos primeros de cada uno de estos grupos avanzaron a semifinales. El resto de los equipos compitieron por los lugares del quinto al décimo sexto, a través de una formula similar de grupos y partidos de eliminación.

## Grupos
| Grupo A                       | Grupo B                                  | Grupo C                        | Grupo D                                  |
| ----------------------------- | ---------------------------------------- | ------------------------------ | ---------------------------------------- |
| México Egipto Tailandia Japón | Italia Brasil República Dominicana Túnez | Serbia Polonia Argentina China | Estados Unidos Países Bajos Turquía Cuba |

## Resultados

### Primera fase

#### Grupo A
– Clasificados a la segunda fase.      – Clasificados a los grupos del 9.º al 16.º puesto.
| Pos. | Equipo    | Partidos | Partidos | Partidos | Pts. | Sets | Sets | Sets  | Puntos | Puntos | Puntos |
| Pos. | Equipo    | PJ       | PG       | PP       | Pts. | SG   | SP   | Ratio | PG     | PP     | Ratio  |
| ---- | --------- | -------- | -------- | -------- | ---- | ---- | ---- | ----- | ------ | ------ | ------ |
| 1.º  | Japón     | 3        | 3        | 0        | 8    | 9    | 2    | 4.500 | 254    | 202    | 1.257  |
| 2.º  | México    | 3        | 2        | 1        | 6    | 6    | 4    | 1.500 | 222    | 200    | 1.110  |
| 3.º  | Egipto    | 3        | 1        | 2        | 4    | 6    | 7    | 0.857 | 271    | 278    | 0.974  |
| 4.º  | Tailandia | 3        | 0        | 3        | 0    | 1    | 9    | 0.111 | 179    | 246    | 0.727  |

Actualizado al 20-08-2023. Fuente: FIVB
Todos los horarios están expresados en Hora estándar del centro (UTC-06:00)
| 17 de agosto 17:00 | Egipto | 3 : 1                               | Tailandia | Domo de la Feria, León, México |  |
|                    |        | ( 21-25 25-13 25-23 25-19 ) Reporte |           |                                |  |

| 17 de agosto 20:30 | México | 0 : 3                         | Japón | Domo de la Feria, León, México |  |
|                    |        | ( 19-25 12-25 22-25 ) Reporte |       |                                |  |

| 18 de agosto 17:00 | Egipto | 2 : 3                                     | Japón | Domo de la Feria, León, México                                                          |                                                                                         |
|                    |        | ( 17-25 25-19 25-20 16-25 12-15 ) Reporte |       | Árbitro(s): Tatiana Villalobos Vargas (CRC), Maria Del Carmen Idalia Duran Guzman (MEX) | Árbitro(s): Tatiana Villalobos Vargas (CRC), Maria Del Carmen Idalia Duran Guzman (MEX) |

| 18 de agosto 20:00 | México | 3 : 0                         | Tailandia | Domo de la Feria, León, México |  |
|                    |        | ( 25-15 25-16 25-14 ) Reporte |           |                                |  |

| 19 de agosto 17:00 | Tailandia | 0 : 3                         | Japón | Domo de la Feria, León, México |  |
|                    |           | ( 13-25 23-25 18-25 ) Reporte |       |                                |  |

| 19 de agosto 20:00 | México | 3 : 1                               | Egipto | Domo de la Feria, León, México |  |
|                    |        | ( 25-22 25-18 19-25 25-15 ) Reporte |        |                                |  |

#### Grupo B
– Clasificados a la segunda fase.      – Clasificados a los grupos del 9.º al 16.º puesto.
| Pos. | Equipo               | Partidos | Partidos | Partidos | Pts. | Sets | Sets | Sets  | Puntos | Puntos | Puntos |
| Pos. | Equipo               | PJ       | PG       | PP       | Pts. | SG   | SP   | Ratio | PG     | PP     | Ratio  |
| ---- | -------------------- | -------- | -------- | -------- | ---- | ---- | ---- | ----- | ------ | ------ | ------ |
| 1.º  | Italia               | 3        | 3        | 0        | 9    | 9    | 1    | 9.000 | 248    | 168    | 1.476  |
| 2.º  | Brasil               | 3        | 2        | 1        | 6    | 7    | 3    | 2.333 | 239    | 170    | 1.405  |
| 3.º  | República Dominicana | 3        | 1        | 2        | 3    | 3    | 6    | 0.500 | 154    | 208    | 0.740  |
| 4.º  | Túnez                | 3        | 0        | 3        | 0    | 0    | 9    | 0.000 | 130    | 225    | 0.577  |

Actualizado al 20-08-2023. Fuente: FIVB
Todos los horarios están expresados en Hora estándar del centro (UTC-06:00)
| 17 de agosto 11:00 | Italia | 3 : 0                        | Túnez | Poliforum Deportivo y Cultural Morelos, Aguascalientes, México |  |
|                    |        | ( 25-15 25-8 25-16 ) Reporte |       |                                                                |  |

| 17 de agosto 14:00 | Brasil | 3 : 0                         | República Dominicana | Poliforum Deportivo y Cultural Morelos, Aguascalientes, México |  |
|                    |        | ( 25-14 25-12 25-13 ) Reporte |                      |                                                                |  |

| 18 de agosto 11:00 | Italia | 3 : 0                         | República Dominicana | Poliforum Deportivo y Cultural Morelos, Aguascalientes, México                |                                                                               |
|                    |        | ( 25-16 25-11 25-13 ) Reporte |                      | Árbitro(s): José Blanco Gonto (VEN), Luiz Henrique Coutinho de Oliveira (BRA) | Árbitro(s): José Blanco Gonto (VEN), Luiz Henrique Coutinho de Oliveira (BRA) |

| 18 de agosto 14:00 | Brasil | 3 : 0                       | Túnez | Poliforum Deportivo y Cultural Morelos, Aguascalientes, México |  |
|                    |        | ( 25-9 25-9 25-15 ) Reporte |       |                                                                |  |

| 19 de agosto 11:00 | Italia | 3 : 1                               | Brasil | Poliforum Deportivo y Cultural Morelos, Aguascalientes, México |  |
|                    |        | ( 23-25 25-23 25-23 25-18 ) Reporte |        |                                                                |  |

| 19 de agosto 14:00 | República Dominicana | 3 : 0                         | Túnez | Poliforum Deportivo y Cultural Morelos, Aguascalientes, México |  |
|                    |                      | ( 25-20 25-18 25-20 ) Reporte |       |                                                                |  |

#### Grupo C
– Clasificados a la segunda fase.      – Clasificados a los grupos del 9.º al 16.º puesto.
| Pos. | Equipo    | Partidos | Partidos | Partidos | Pts. | Sets | Sets | Sets  | Puntos | Puntos | Puntos |
| Pos. | Equipo    | PJ       | PG       | PP       | Pts. | SG   | SP   | Ratio | PG     | PP     | Ratio  |
| ---- | --------- | -------- | -------- | -------- | ---- | ---- | ---- | ----- | ------ | ------ | ------ |
| 1.º  | China     | 3        | 2        | 1        | 6    | 6    | 3    | 2.000 | 219    | 183    | 1.196  |
| 2.º  | Serbia    | 3        | 2        | 1        | 6    | 7    | 4    | 1.750 | 264    | 254    | 1.039  |
| 3.º  | Polonia   | 3        | 1        | 2        | 3    | 4    | 6    | 0.666 | 217    | 237    | 0.915  |
| 4.º  | Argentina | 3        | 1        | 2        | 3    | 3    | 7    | 0.428 | 216    | 242    | 0.892  |

Actualizado al 20-08-2023. Fuente: FIVB
Todos los horarios están expresados en Hora estándar del centro (UTC-06:00)
| 17 de agosto 11:00 | Serbia | 3 : 0                         | China | Domo de la Feria, León, México |  |
|                    |        | ( 26-24 25-21 26-24 ) Reporte |       |                                |  |

| 17 de agosto 14:00 | Polonia | 3 : 0                         | Argentina | Domo de la Feria, León, México |  |
|                    |         | ( 25-17 27-25 25-23 ) Reporte |           |                                |  |

| 18 de agosto 11:00 | Serbia | 1 : 3                               | Argentina | Domo de la Feria, León, México                                               |                                                                              |
|                    |        | ( 24-26 25-21 23-25 18-25 ) Reporte |           | Árbitro(s): Yuri R. Ramirez Ortiz (DOM), Jorge Ernesto Erazo Maldonado (COL) | Árbitro(s): Yuri R. Ramirez Ortiz (DOM), Jorge Ernesto Erazo Maldonado (COL) |

| 18 de agosto 14:00 | Polonia | 0 : 3                         | China | Domo de la Feria, León, México |  |
|                    |         | ( 18-25 15-25 19-25 ) Reporte |       |                                |  |

| 19 de agosto 11:00 | Serbia | 3 : 1                               | Polonia | Domo de la Feria, León, México |  |
|                    |        | ( 25-21 25-21 22-25 25-21 ) Reporte |         |                                |  |

| 19 de agosto 14:00 | Argentina | 0 : 3                         | China | Domo de la Feria, León, México |  |
|                    |           | ( 15-25 22-25 17-25 ) Reporte |       |                                |  |

#### Grupo D
– Clasificados a la segunda fase.      – Clasificados a los grupos del 9.º al 16.º puesto.
| Pos. | Equipo         | Partidos | Partidos | Partidos | Pts. | Sets | Sets | Sets  | Puntos | Puntos | Puntos |
| Pos. | Equipo         | PJ       | PG       | PP       | Pts. | SG   | SP   | Ratio | PG     | PP     | Ratio  |
| ---- | -------------- | -------- | -------- | -------- | ---- | ---- | ---- | ----- | ------ | ------ | ------ |
| 1.º  | Turquía        | 3        | 3        | 0        | 8    | 9    | 3    | 3.000 | 283    | 231    | 1.225  |
| 2.º  | Estados Unidos | 3        | 2        | 1        | 6    | 7    | 4    | 1.750 | 250    | 232    | 1.077  |
| 3.º  | Países Bajos   | 3        | 1        | 2        | 4    | 6    | 6    | 1.000 | 253    | 263    | 0.961  |
| 4.º  | Cuba           | 3        | 0        | 3        | 0    | 0    | 9    | 0.000 | 168    | 228    | 0.736  |

Actualizado al 20-08-2023. Fuente: FIVB
Todos los horarios están expresados en Hora estándar del centro (UTC-06:00)
| 17 de agosto 17:00 | Estados Unidos | 3 : 0                         | Cuba | Poliforum Deportivo y Cultural Morelos, Aguascalientes, México |  |
|                    |                | ( 25-23 25-14 25-21 ) Reporte |      |                                                                |  |

| 17 de agosto 20:00 | Países Bajos | 2 : 3                                     | Turquía | Poliforum Deportivo y Cultural Morelos, Aguascalientes, México |  |
|                    |              | ( 26-24 18-25 16-25 25-22 13-15 ) Reporte |         |                                                                |  |

| 18 de agosto 17:00 | Estados Unidos | 1 : 3                               | Turquía | Poliforum Deportivo y Cultural Morelos, Aguascalientes, México |  |
|                    |                | ( 17-25 25-22 23-25 14-25 ) Reporte |         |                                                                |  |

| 18 de agosto 20:00 | Países Bajos | 3 : 0                         | Cuba | Poliforum Deportivo y Cultural Morelos, Aguascalientes, México |  |
|                    |              | ( 28-26 25-16 25-14 ) Reporte |      |                                                                |  |

| 19 de agosto 17:00 | Estados Unidos | 3 : 1                               | Países Bajos | Poliforum Deportivo y Cultural Morelos, Aguascalientes, México |  |
|                    |                | ( 21-25 25-20 25-15 25-17 ) Reporte |              |                                                                |  |

| 19 de agosto 20:00 | Turquía | 3 : 0                         | Cuba | Poliforum Deportivo y Cultural Morelos, Aguascalientes, México |  |
|                    |         | ( 25-14 25-22 25-18 ) Reporte |      |                                                                |  |

### Segunda fase

#### Grupo E
– Clasificados a la semifinal.      – Clasificados a los play-offs del 5.º al 8.º puesto.
| Pos. | Equipo | Partidos | Partidos | Partidos | Pts. | Sets | Sets | Sets  | Puntos | Puntos | Puntos |
| Pos. | Equipo | PJ       | PG       | PP       | Pts. | SG   | SP   | Ratio | PG     | PP     | Ratio  |
| ---- | ------ | -------- | -------- | -------- | ---- | ---- | ---- | ----- | ------ | ------ | ------ |
| 1.º  | China  | 3        | 3        | 0        | 8    | 9    | 3    | 3.000 | 281    | 209    | 1.344  |
| 2.º  | Japón  | 3        | 2        | 1        | 5    | 7    | 6    | 1.166 | 272    | 284    | 0.957  |
| 3.º  | Serbia | 3        | 1        | 2        | 5    | 7    | 6    | 1.166 | 272    | 275    | 0.989  |
| 4.º  | México | 3        | 0        | 3        | 0    | 1    | 9    | 0.111 | 193    | 250    | 0.772  |

Actualizado al 24-08-2023. Fuente: FIVB
| 21 de agosto 17:00 | Japón | 3 : 2                                     | Serbia | Domo de la Feria, León, México |  |
|                    |       | ( 25-19 18-25 25-22 23-25 15-13 ) Reporte |        |                                |  |

| 21 de agosto, 20:00 | México | 0 : 3                         | China | Domo de la Feria, León, México |  |
|                     |        | ( 14-25 11-25 24-26 ) Reporte |       |                                |  |

| 22 de agosto 17:00 | Japón | 1 : 3                               | China | Domo de la Feria, León, México |  |
|                    |       | ( 15-25 11-25 25-21 16-25 ) Reporte |       |                                |  |

| 22 de agosto, 20:00 | México | 0 : 3                         | Serbia | Domo de la Feria, León, México |  |
|                     |        | ( 23-25 17-25 20-25 ) Reporte |        |                                |  |

| 23 de agosto 17:00 | China | 3 : 2                                     | Serbia | Domo de la Feria, León, México |  |
|                    |       | ( 19-25 25-18 25-11 25-27 15-12 ) Reporte |        |                                |  |

| 23 de agosto 20:00 | Japón | 3 : 1                               | México | Domo de la Feria, León, México |  |
|                    |       | ( 25-17 25-20 24-26 25-21 ) Reporte |        |                                |  |

#### Grupo F
– Clasificados a la semifinal.      – Clasificados a los play-offs del 5.º al 8.º puesto.
| Pos. | Equipo         | Partidos | Partidos | Partidos | Pts. | Sets | Sets | Sets  | Puntos | Puntos | Puntos |
| Pos. | Equipo         | PJ       | PG       | PP       | Pts. | SG   | SP   | Ratio | PG     | PP     | Ratio  |
| ---- | -------------- | -------- | -------- | -------- | ---- | ---- | ---- | ----- | ------ | ------ | ------ |
| 1.º  | Italia         | 3        | 3        | 0        | 9    | 9    | 2    | 4.500 | 284    | 213    | 1.333  |
| 2.º  | Brasil         | 3        | 2        | 1        | 6    | 7    | 3    | 2.333 | 229    | 206    | 1.111  |
| 3.º  | Estados Unidos | 3        | 1        | 2        | 3    | 4    | 7    | 0.571 | 230    | 271    | 0.848  |
| 4.º  | Turquía        | 3        | 0        | 3        | 0    | 1    | 9    | 0.111 | 192    | 245    | 0.783  |

Actualizado al 24-08-2023. Fuente: FIVB
| 21 de agosto, 17:00 | Italia | 3 : 1                               | Estados Unidos | Poliforum Deportivo y Cultural Morelos, Aguascalientes, México |  |
|                     |        | ( 25-19 25-10 32-34 25-17 ) Reporte |                |                                                                |  |

| 21 de agosto, 20:00 | Brasil | 3 : 0                         | Turquía | Poliforum Deportivo y Cultural Morelos, Aguascalientes, México |  |
|                     |        | ( 25-15 25-21 25-13 ) Reporte |         |                                                                |  |

| 22 de agosto 17:00 | Italia | 3 : 0                        | Turquía | Poliforum Deportivo y Cultural Morelos, Aguascalientes, México |  |
|                    |        | ( 25-6 29-27 25-21 ) Reporte |         |                                                                |  |

| 22 de agosto, 20:00 | Brasil | 3 : 0                         | Estados Unidos | Poliforum Deportivo y Cultural Morelos, Aguascalientes, México |  |
|                     |        | ( 25-19 25-18 25-22 ) Reporte |                |                                                                |  |

| 23 de agosto 17:00 | Italia | 3 : 1                               | Brasil | Poliforum Deportivo y Cultural Morelos, Aguascalientes, México |  |
|                    |        | ( 22-25 25-15 25-15 26-24 ) Reporte |        |                                                                |  |

| 23 de agosto 20:00 | Turquía | 1 : 3                               | Estados Unidos | Poliforum Deportivo y Cultural Morelos, Aguascalientes, México |  |
|                    |         | ( 23-25 25-16 20-25 21-25 ) Reporte |                |                                                                |  |

#### Grupo G
– Clasificados a la semifinal del 9.° al 12.° puesto.      – Clasificados a la semifinal del 13.° al 16.° puesto.
| Pos. | Equipo    | Partidos | Partidos | Partidos | Pts. | Sets | Sets | Sets  | Puntos | Puntos | Puntos |
| Pos. | Equipo    | PJ       | PG       | PP       | Pts. | SG   | SP   | Ratio | PG     | PP     | Ratio  |
| ---- | --------- | -------- | -------- | -------- | ---- | ---- | ---- | ----- | ------ | ------ | ------ |
| 1.º  | Argentina | 3        | 2        | 1        | 7    | 8    | 3    | 2.666 | 258    | 238    | 1.084  |
| 2.º  | Polonia   | 3        | 2        | 1        | 6    | 6    | 3    | 2.000 | 205    | 184    | 1.114  |
| 3.º  | Egipto    | 3        | 2        | 1        | 4    | 6    | 7    | 0.857 | 277    | 266    | 1.041  |
| 4.º  | Tailandia | 3        | 0        | 3        | 1    | 2    | 9    | 0.222 | 205    | 257    | 0.797  |

Actualizado al 24-08-2023. Fuente: FIVB
| 21 de agosto, 11:00 | Tailandia | 0 : 3                         | Polonia | Domo de la Feria, León, México |  |
|                     |           | ( 16-25 14-25 21-25 ) Reporte |         |                                |  |

| 21 de agosto, 14:00 | Egipto | 3 : 2                                    | Argentina | Domo de la Feria, León, México |  |
|                     |        | ( 25-19 23-25 22-25 31-29 15-6 ) Reporte |           |                                |  |

| 22 de agosto 11:00 | Tailandia | 0 : 3                         | Argentina | Domo de la Feria, León, México |  |
|                    |           | ( 27-29 22-25 19-25 ) Reporte |           |                                |  |

| 22 de agosto 14:00 | Egipto | 0 : 3                         | Polonia | Domo de la Feria, León, México |  |
|                    |        | ( 24-26 17-25 17-25 ) Reporte |         |                                |  |

| 23 de agosto 11:00 | Polonia | 0 : 3                         | Argentina | Domo de la Feria, León, México |  |
|                    |         | ( 20-25 16-25 18-25 ) Reporte |           |                                |  |

| 23 de agosto 14:00 | Egipto | 3 : 2                                    | Tailandia | Domo de la Feria, León, México |  |
|                    |        | ( 22-25 25-16 16-25 25-9 15-11 ) Reporte |           |                                |  |

#### Grupo H
– Clasificados a la semifinal del 9.° al 12.° puesto.      – Clasificados a la semifinal del 13.° al 16.° puesto.
| Pos. | Equipo               | Partidos | Partidos | Partidos | Pts. | Sets | Sets | Sets  | Puntos | Puntos | Puntos |
| Pos. | Equipo               | PJ       | PG       | PP       | Pts. | SG   | SP   | Ratio | PG     | PP     | Ratio  |
| ---- | -------------------- | -------- | -------- | -------- | ---- | ---- | ---- | ----- | ------ | ------ | ------ |
| 1.º  | Países Bajos         | 3        | 3        | 0        | 9    | 9    | 0    | MAX   | 225    | 158    | 1.424  |
| 2.º  | Cuba                 | 3        | 2        | 1        | 6    | 6    | 5    | 1.200 | 240    | 243    | 0.987  |
| 3.º  | República Dominicana | 3        | 1        | 2        | 3    | 4    | 7    | 0.571 | 236    | 256    | 0.921  |
| 4.º  | Túnez                | 3        | 0        | 3        | 0    | 2    | 9    | 0.222 | 220    | 264    | 0.833  |

Actualizado al 24-08-2023. Fuente: FIVB
| 21 de agosto, 11:00 | República Dominicana | 1 : 3                               | Cuba | Poliforum Deportivo y Cultural Morelos, Aguascalientes, México |  |
|                     |                      | ( 25-17 17-25 23-25 21-25 ) Reporte |      |                                                                |  |

| 21 de agosto, 14:00 | Túnez | 0 : 3                         | Países Bajos | Poliforum Deportivo y Cultural Morelos, Aguascalientes, México |  |
|                     |       | ( 15-25 18-25 16-25 ) Reporte |              |                                                                |  |

| 22 de agosto 11:00 | República Dominicana | 0 : 3                         | Países Bajos | Poliforum Deportivo y Cultural Morelos, Aguascalientes, México |  |
|                    |                      | ( 15-25 18-25 19-25 ) Reporte |              |                                                                |  |

| 22 de agosto 14:00 | Túnez | 1 : 3                               | Cuba | Poliforum Deportivo y Cultural Morelos, Aguascalientes, México |  |
|                    |       | ( 25-16 23-25 20-25 14-25 ) Reporte |      |                                                                |  |

| 23 de agosto 11:00 | República Dominicana | 3 : 1                               | Túnez | Poliforum Deportivo y Cultural Morelos, Aguascalientes, México |  |
|                    |                      | ( 25-19 25-23 23-25 25-22 ) Reporte |       |                                                                |  |

| 23 de agosto 14:00 | Países Bajos | 3 : 0                         | Cuba | Poliforum Deportivo y Cultural Morelos, Aguascalientes, México |  |
|                    |              | ( 25-15 25-19 25-23 ) Reporte |      |                                                                |  |

### Ronda final

#### Puestos del 13.° al 16.°

##### Semifinales
| 25 de agosto, 11:00 | Egipto | 3 : 1                               | Túnez | Poliforum Deportivo y Cultural Morelos, Aguascalientes, México |  |
|                     |        | ( 25-23 24-26 25-13 25-14 ) Reporte |       |                                                                |  |

| 25 de agosto, 14:00 | República Dominicana | 3 : 0                         | Tailandia | Poliforum Deportivo y Cultural Morelos, Aguascalientes, México |  |
|                     |                      | ( 25-23 25-23 25-20 ) Reporte |           |                                                                |  |

###### Partido por el 15.° puesto
| 26 de agosto, 11:00 | Túnez | 0 : 3                         | Tailandia | Poliforum Deportivo y Cultural Morelos, Aguascalientes, México |  |
|                     |       | ( 24-26 13-25 20-25 ) Reporte |           |                                                                |  |

###### Partido por el 13.° puesto
| 26 de agosto, 14:00 | Egipto | 3 : 0                         | República Dominicana | Poliforum Deportivo y Cultural Morelos, Aguascalientes, México |  |
|                     |        | ( 25-23 25-21 25-14 ) Reporte |                      |                                                                |  |

#### Puestos del 9.° al 12.°

##### Semifinales
| 25 de agosto, 17:00 | Argentina | 3 : 1                               | Cuba | Poliforum Deportivo y Cultural Morelos, Aguascalientes, México |  |
|                     |           | ( 25-20 24-26 25-17 25-19 ) Reporte |      |                                                                |  |

| 25 de agosto, 20:00 | Países Bajos | 3 : 1                               | Polonia | Poliforum Deportivo y Cultural Morelos, Aguascalientes, México |  |
|                     |              | ( 19-25 25-21 31-29 25-20 ) Reporte |         |                                                                |  |

###### Partido por el 11.° puesto
| 26 de agosto, 17:00 | Cuba | 1 : 3                               | Polonia | Poliforum Deportivo y Cultural Morelos, Aguascalientes, México |  |
|                     |      | ( 25-21 17-25 18-25 20-25 ) Reporte |         |                                                                |  |

###### Partido por el 9.° puesto
| 26 de agosto, 20:00 | Argentina | 3 : 0                         | Países Bajos | Poliforum Deportivo y Cultural Morelos, Aguascalientes, México |  |
|                     |           | ( 25-12 25-19 25-23 ) Reporte |              |                                                                |  |

#### Puestos del 5.° al 8.°

##### Semifinales
| 25 de agosto, 11:00 | Serbia | 1 : 3                               | Turquía | Domo de la Feria, León, México |  |
|                     |        | ( 25-22 24-26 14-25 22-25 ) Reporte |         |                                |  |

| 25 de agosto, 20:00 | Estados Unidos | 3 : 2                                     | México | Domo de la Feria, León, México |  |
|                     |                | ( 23-25 25-21 27-25 24-26 15-11 ) Reporte |        |                                |  |

###### Partido por el 7.° puesto
| 26 de agosto, 11:00 | Serbia | 3 : 2                                     | México | Domo de la Feria, León, México |  |
|                     |        | ( 19-25 24-26 25-18 25-13 16-14 ) Reporte |        |                                |  |

###### Partido por el 5.° puesto
| 26 de agosto, 14:00 | Turquía | 3 : 1                               | Estados Unidos | Domo de la Feria, León, México |  |
|                     |         | ( 26-28 25-20 25-19 25-18 ) Reporte |                |                                |  |

#### Semifinales
|  | Semifinales  | Semifinales  | Semifinales  |        |       | Final                      | Final                      | Final                      |  |
|  | 25 de agosto | 25 de agosto | 25 de agosto |        |       | 26 de agosto               | 26 de agosto               | 26 de agosto               |  |
|  |              |              |              |        |       |                            |                            |                            |  |
|  |              |              |              |        |       |                            |                            |                            |  |
|  | China        | China        | 3            |        |       |                            |                            |                            |  |
|  | China        | China        | 3            |        |       |                            |                            |                            |  |
|  | Brasil       | Brasil       | 2            |        |       |                            |                            |                            |  |
|  | Brasil       | Brasil       | 2            |        | China | China                      | 3                          |                            |  |
|  |              |              |              |        | China | China                      | 3                          |                            |  |
|  |              |              | Italia       | Italia | 2     |                            |                            |                            |  |
|  | Italia       | Italia       | Italia       | Italia | 2     | 3                          |                            |                            |  |
|  | Italia       | Italia       |              |        |       | 3                          |                            |                            |  |
|  | Japón        | Japón        | 0            |        |       | Tercer puesto 26 de agosto | Tercer puesto 26 de agosto | Tercer puesto 26 de agosto |  |
|  | Japón        | Japón        | 0            |        |       | Tercer puesto 26 de agosto | Tercer puesto 26 de agosto | Tercer puesto 26 de agosto |  |
|  |              |              |              |        |       |                            |                            |                            |  |
|  |              |              |              |        |       | Brasil                     | Brasil                     | 3                          |  |
|  |              |              |              |        |       | Brasil                     | Brasil                     | 3                          |  |
|  |              |              |              |        |       | Japón                      | Japón                      | 0                          |  |
|  |              |              |              |        |       | Japón                      | Japón                      | 0                          |  |
|  |              |              |              |        |       |                            |                            |                            |  |

| 25 de agosto, 14:00 | China | 3 : 2                                    | Brasil | Domo de la Feria, León, México |  |
|                     |       | ( 27-25 25-17 20-25 19-25 15-6 ) Reporte |        |                                |  |

| 25 de agosto, 17:00 | Italia | 3 : 0                         | Japón | Domo de la Feria, León, México |  |
|                     |        | ( 25-22 25-13 25-18 ) Reporte |       |                                |  |

#### Partido por el 3.° puesto
| 26 de agosto, 17:00 | Brasil | 3 : 0                         | Japón | Domo de la Feria, León, México |  |
|                     |        | ( 25-16 25-21 25-14 ) Reporte |       |                                |  |

#### Final
| 26 de agosto, 20:00 | China | 3 : 2                                        | Italia | Domo de la Feria, León, México |  |
|                     |       | ( 19-25, 25-23, 23-25, 25-22, 15-8 ) Reporte |        |                                |  |